# 地域医療機能推進機構船橋中央病院
地域医療機能推進機構船橋中央病院（ちいきいりょうきのうすいしんきこうふなばしちゅうおうびょういん）は、千葉県船橋市にある医療機関である。独立行政法人地域医療機能推進機構が運営する病院の一つである。先進医療を実施している医療機関として、「超音波骨折治療法」の実施施設のひとつである。通称JCHO船橋中央病院（ジェイコーふなばしちゅうおうびょういん）。

## 沿革
- 1949年（昭和24年）6月13日 千葉県社会保険協会より、経営受託し病院発足。
- 2019年（平成31/令和元年） 電子カルテを導入。
- 2028年 新病院建て替え・開院予定。候補地は新船橋駅から徒歩5分[2][3]

## 診療科
- 内科
  - 専門外来（神経内科外来、腎臓病外来、循環器外来、血液外来、呼吸器外来、糖尿病外来、消化器外来）
- 小児科
- 小児外科
- 外科（消化器外科、肝胆膵外科、乳腺外科、乳腺外来、甲状腺外科、血管外科、内視鏡外科）
- 整形外科（先天性股関節脱臼外来）
- 形成外科
- 皮膚科
- 泌尿器科
- 婦人科
- 産科（周産期母子医療センター）（母乳育児外来、助産師外来）
- 新生児科（周産期母子医療センター）（フォローアップ外来、シナジス外来）
- 眼科
- 耳鼻咽喉科
- 歯科口腔外科
- 放射線科
- 麻酔科
- リハビリテーション科

診療施設（センター）
- 健康管理センター
- （地域）周産期母子医療センター
- 内視鏡センター

診療協力部門
- 看護局
- 薬剤部
- 検査部
- 放射線部
- 栄養部
- 手術部
- 医療福祉相談室
- 放射線・内視鏡室
- 理学療法部

その他
- 医療連携室

## 医療機関の指定等
- 二次救急医療機関（病院群輪番制参加医療機関及び救急告示医療機関　平成22年9月現在）
- 災害医療協力病院（千葉県・東葛南部保健医療圏）
- 第二種感染症指定医療機関[4]
- 臨床研修指定病院（協力型臨床研修病院）

## 交通アクセス
- 京成電鉄・海神駅下車、徒歩約5分程度。
- JR東日本・総武線船橋駅南口下車、京成バスシステム2番のりば 西船橋行き乗車、バス停「中央病院前」下車。
- JR総武線西船橋駅北口下車、京成バスシステム 5番のりば 船橋駅行/市役所行き乗車、　→　バス停「船橋中央病院前」下車。